# 음악 오디세이
신혜성의 음악 오디세이는 SBS 러브FM(수도권 FM 103.5MHz, AM 792kHz)에서 매일 저녁 8시 30분부터 밤 10시까지 방송되는 가요전문 라디오 프로그램이다. DJ는 신화의 멤버 신혜성이다. 2021년 2월 21일 자로 2년 만에 폐지되었다.

## 청취 가능 지역
이 프로그램은 수도권에서만 라디오를 통해 청취가 가능했으며, 다른 지역에서는 SBS 홈페이지의 러브FM 실시간 듣기 또는 인터넷 라디오 고릴라를 통해서만 청취가 가능했다.

## 코너

### 매일 코너
- 사연과 신청곡
- 오늘 받은 메시지
- 마음이 결제되었습니다

### 요일별 코너
- 월요일 : say say say
- 화요일 : 모두의 딜레마 G:이인권
- 수요일 : 카테고리 뮤직
- 목요일 : 아는 사람 얘기 G:에이핑크 초롱, 서태훈
- 금요일 : 오빠들의 댄스댄스 G: 정모
- 토요일 : 주말정산
- 일요일 : 주말정산

## 지역 민방 프로그램
다음 프로그램은 평일 저녁 8시 30분에 방송된다.
| 프로그램            | 지역                 | 방송국 | 진행자 |
| ------------------- | -------------------- | ------ | ------ |
| 박민설의 온나라디오 | 부산광역시, 경상남도 | KNN    | 박민설 |

다음 프로그램은 주말 저녁 8시에 방송된다.
| 프로그램           | 지역                 | 방송국 | 진행자 |
| ------------------ | -------------------- | ------ | ------ |
| 엄PD의 라디오 라떼 | 부산광역시, 경상남도 | KNN    | 엄상준 |